# ASF1B
ASF1B (англ. Anti-silencing function 1B histone chaperone) – білок, який кодується однойменним геном, розташованим у людей на короткому плечі 19-ї хромосоми. Довжина поліпептидного ланцюга білка становить 202 амінокислот, а молекулярна маса — 22 434.
| 10         |  | 20         |  | 30         |  | 40         |  | 50         |
| ---------- |  | ---------- |  | ---------- |  | ---------- |  | ---------- |
| MAKVSVLNVA |  | VLENPSPFHS |  | PFRFEISFEC |  | SEALADDLEW |  | KIIYVGSAES |
| EEFDQILDSV |  | LVGPVPAGRH |  | MFVFQADAPN |  | PSLIPETDAV |  | GVTVVLITCT |
| YHGQEFIRVG |  | YYVNNEYLNP |  | ELRENPPMKP |  | DFSQLQRNIL |  | ASNPRVTRFH |
| INWDNNMDRL |  | EAIETQDPSL |  | GCGLPLNCTP |  | IKGLGLPGCI |  | PGLLPENSMD |
| CI         |  |            |  |            |  |            |  |            |

A: Аланін

C: Цистеїн

D: Аспарагінова кислота

E: Глутамінова кислота

F: Фенілаланін

G: Гліцин

H: Гістидин

I: Ізолейцин

K: Лізин

L: Лейцин

M: Метіонін

N: Аспарагін

P: Пролін

Q: Глутамін

R: Аргінін

S: Серин

T: Треонін

V: Валін

W: Триптофан

Кодований геном білок за функціями належить до шаперонів, регуляторів хроматину, білків розвитку, фосфопротеїнів. 
Задіяний у таких біологічних процесах, як транскрипція, регуляція транскрипції, диференціація клітин, сперматогенез. 
Локалізований у ядрі.